# Драганов Валерій Гаврилович
Валерій Гаврилович Драганов (рос. Валерий Гаврилович Драганов; нар. 22 квітня 1951, Сталіно) — російський економіст, політичний та громадський діяч. Колишній футболіст та працівник митної служби. Президент фонду «Митна політика». Віце-президент Російського футбольного союзу. Член Центральної ради громадсько-політичного руху «Отечество». Депутат Державної Думи Росії, член фракції «Єдина Росія». Кандидат економічних наук.

## Життєпис
Батько — Драганов Гаврило Михайлович. Мати — Драганова Ірина Михайлівна. Дружина — Драганова Тетяна Дмитрівна (1951 р. н.). Сини — Олег, Максим і Владислав.
Предки Драганова були болгарами, що оселилися в XIX сторіччі на берегах Азовського моря на території сучасної Запорізької області. Батьки були бессарабськими болгарами.
Батьки загинули від голоду в післявоєнні роки. Дитячі та шкільні роки провів в Ізмаїлі (Одеська область). Закінчив музичну школу, грав за футбольну команду «Дунаєць» (Ізмаїл) у другій лізі СРСР. Улітку 1968 року отримав запрошення від вищолігового клубу «Чорноморець» (Одеса).
У 1968—1970 роках Валерій Драганов працював штукатуром, електромонтером, машиністом на целюлозно-картонному комбінаті, спортивним інструктором. У 1971 році пішов служити у ракетні війська стратегічного призначення, а після звільнення в запас у 1973 році почав працювати в митних органах.
Починав службу інспектором Ізмаїльської митниці. Потім став начальником Хасанської митниці на кордоні з Китаєм, а згодом — начальником Талліннської митниці.
Через часті зміни місця праці довго не міг закінчити вищу освіту. Закінчив Тартуський державний університет (1987).
У 1987 році призначений заступником начальника Головного Управління Державного Митного комітету при Раді міністрів СРСР. Під час «перебудови» і 1990-х роках був одним із розробників нових стандартів і принципів роботи митної служби СРСР а згодом Росії, що дозволило вийти на новий рівень діяльності митної системи. Довгі роки був одним із керівників митної служби Радянського Союзу, працював при восьми різних урядах СРСР і Росії.
З 1998 року став головою Державного митного комітету Російської Федерації (протягом 1992—1998 років був заступником голови). У 1999 році вийшов на пенсію.
Під редакцією Валерія Драганова видано: підручник «Основы таможенного дела» (1998), курс лекцій «Таможенное право» (1999), книги «Таможенное право» (спільно з М. М. Рассоловим, 2001), «Малая таможенная энциклопедия» (1997), «Рабочая тетрадь таможенника» (1998, у 5 томах). Рецензував 5-й том 7-томного підручника «Основы таможенного дела» (1995). Загалом написав близько 30 робіт.
Депутат Державної Думи Росії III, IV і V скликань (від 1999 року).
З 2008 року — перший заступник голови Комітету промисловості Державної думи Росії.
Хобі: театр і кіно. Автор низки телесценаріїв, консультант двох фільмів, знімався в кіно.
Живе і працює в Москві.